# El pífano
El pífano es una pintura del pintor francés Édouard Manet realizada en 1866. En la actualidad, se conserva en el Museo de Orsay, en París.

## Historia de la obra
Manet pintó El pífano a su regreso de un viaje a España que realizó en 1865, donde descubrió la obra de Diego Velázquez. El cuadro, donde Manet reflejó la influencia de la pintura española, fue rechazado por el jurado del Salón de París de 1866. La pintura fue expuesta en 1867 en una de las muestras que Manet hacía de su producción en su propio taller. Asimismo, en 1884 estuvo presente en la gran exposición retrospectiva de su obra que se organizó como homenaje, tras su muerte en 1883. 
El rechazo por parte del jurado del Salón de este cuadro impulsó al escritor Émile Zola a publicar una serie de artículos en defensa de Manet en el diario L'événement y —tras ser despedido de este— la Revue du XIXe siècle.
Se sabe que entre 1872 y 1873 el cuadro permaneció en la colección particular de Paul Durand-Ruel, galerista y marchante de arte que apoyaba a los jóvenes pintores que formarían el grupo impresionista. Entre 1873 y 1893 el cuadro estuvo en poder de Jean-Baptiste Faure, compositor y barítono francés, amigo de Manet. En 1893, la tela volvió a la colección de Durand-Ruel, para ser adquirida el año siguiente por el conde Isaac de Camondo, en cuya colección permaneció hasta 1911, fecha en que fue entregado al estado francés como donación. El cuadro fue destinado al Museo del Louvre, donde no se expondrá al público hasta 1914. En 1947 fue trasladado, junto con las demás obras de autores impresionistas, a la Galería del Jeu de Paume, una sala de exposición situada en el Jardín de las Tullerías y perteneciente al Louvre. Allí permaneció hasta 1986, momento en que, al crearse el Museo de Orsay, fue trasladado a ese museo, al igual que el resto de la colección de pintura impresionista del Louvre. En la actualidad puede contemplarse en la sala 14 del nivel 0 del Museo de Orsay.

## Análisis del cuadro
Manet pintó El pífano influido por la manera de los retratos de Velázquez que había admirado en el Museo del Prado de Madrid. En particular, le impresionó Pablo de Valladolid, un retrato de un bufón de la época de aspecto declamatorio y tenido por actor, en que desaparecen el fondo o cualquier objeto que sirva de referencia, excepto la propia sombra del personaje. Manet escribió a su amigo, el pintor Henri Fantin-Latour:

Quizá el trozo de pintura más asombroso que se haya realizado jamás es el cuadro que se titula Retrato de un actor célebre en tiempo de Felipe IV. El fondo desaparece. Es aire lo que rodea al hombrecillo, completamente vestido de negro y lleno de vida.

Como en el cuadro del pintor español, Manet concibe un fondo sin profundidad, en que los planos vertical y horizontal son apenas distinguibles. En opinión de Peter H. Feist, El pífano muestra la atracción de Manet por «el efecto decorativo de unas figuras individuales de gran tamaño, con contornos enfáticos y colocadas ante una superficie de fondo». Frente al fondo monocromo, resalta la figura enérgicamente coloreada sobre la base de una paleta reducida pero de colores vivos, en la que predomina la técnica del empaste: el negro muy nítido de la guerrera y los zapatos, el rojo de los pantalones, el blanco de la bandolera, etc. Como resultado, la figura destaca «firme, armoniosa y viva».
Además Manet retrata a un personaje anónimo, un adolescente, músico de la banda de la Guardia Imperial, que fue enviado a Manet por el comandante Lejosne, «tratado como un Grande de España».